# Zbysław Szwaj
Zbysław Szwaj (ur. 2 stycznia 1932 w Białej Podlaskiej) – polski konstruktor. Zajmował się sprzętem medycznym, sprzętem rehabilitacyjnym oraz samochodami.

## Edukacja i osiągnięcia
Studiował na Politechnice Warszawskiej. Specjalizował się w fizyce jądrowej i medycynie nuklearnej. Zasłynął na świecie z różnych odkryć i własnych konstrukcji, między innymi spektrometru wysokiej rozdzielczości do badania widma promieniowania alfa, radiometrycznego znacznika planktonu, urządzenia do badania tarczycy. W zespole z Jackiem Karpińskim, konstruktorem AAH i AKAT-1, zaprojektował obudowę K-202, pierwszego polskiego minikomputera.

## Gepard i Leopard 6 Litre Roadster

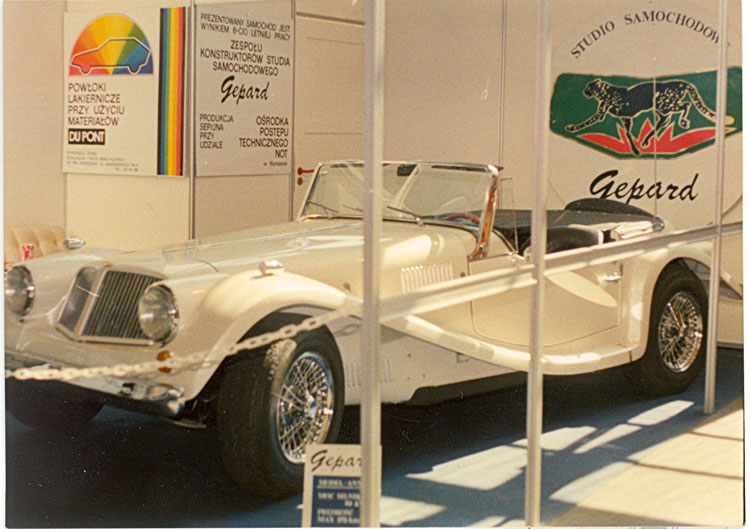
Samochód Gepard (MTP, 1990)

Na lata 1992–1995 przypada okres działania fabryki zwanej „Gepard” (Studio Samochodowe Gepard powstało już w 1990). Po zakończeniu działalności firmy „Gepard” kolejnym krokiem było założenie fabryki Leopard Automobile sp. z o.o. w Warszawie. W lipcu 2000 r. z inicjatywy Zbysława Szwaja i jego synów Alberta i Maksymiliana, oraz Alfa Näslunda i grupy szwedzkich entuzjastów samochodów założono firmę Leopard Automobile Mielec sp. z o.o. Założeniem firmy jest kontynuacja zadań i celów fabryki „Gepard”. Podstawowym produktem jest klasyczny samochód sportowy Leopard 6 Litre Roadster. Później jednak Szwedzi, posiadający większościowe udziały, postanowili je sprzedać. Strategia nowych wspólników nie podobała się konstruktorowi, który wkrótce odszedł.
Mielecki producent podpisał umowę na dostarczenie dwóch aut wytwórni filmowej 20th Century Fox. Wszystkie podzespoły nowego samochodu wykonywane są przez uznanych producentów jak np.: silnik – Chevrolet Corvette; hamulce – Brembo; szyby – Pilkington; siedzenia – Inter Groclin; felgi – Rh Alurad Wheels. 

## Nagrody

### Indywidualne
- 1972 – Nagroda Ministra Nauki, Szkolnictwa Wyższego i Techniki za udział w realizacji pracy z dziedziny obronności kraju pn. „Soplica”
- 1991 – Wystawa Samochodów Klasycznych, Malmö, Szwecja
- 2006 – Nagroda I Stopnia Rady Federacji Stowarzyszeń Naukowo-Technicznych NOT za wybitne osiągnięcia w dziedzinie techniki, za „Zaprojektowanie i techniczne przygotowanie produkcji samochodu Leopard”
- 2007 – Złoty Medal Akademii Polskiego Sukcesu

### Zbiorowe
- 1963 – Wystawa Międzynarodowa, Drezno, Moskwa (prezentacja spektrometru Alfa)
- 1989 – MTP, Poznań (samochód Gepard uzyskał tytuł najciekawszego samochodu)
- 1993 – Wystawa Rowerów, Bydgoszcz (prezentacja samochodu Gepard i ramy rowerowej Gepard)
- 1995 – Targi Międzynarodowe, Katowice (prezentacja samochodu Gepard)
- 2005 – Salon du Cabriolet & du Coupe, Paryż, Francja (prezentacja samochodu Leopard)
- 2005 – Auto VIP Opera, Zamek Królewski, Warszawa (prezentacja samochodu Leopard)
- 2007 – Międzynarodowe Targi Motoryzacji AMI, Lipsk, Niemcy (prezentacja samochodu Leopard)
- 2009 – Wartość Dodana. Światowe wzornictwo z Polski, IWP, Warszawa

## Hobby
W latach 1958–1983 Szwaj rozwijał swoją pasję motoryzacyjną. Wyszukiwał stare samochody i przywracał im dawną świetność. Przeprowadził renowację takich pojazdów jak: Jaguar SS100, Mercedes 280 SL.